# Hannah Emily Anderson
Hannah Emily Anderson, född 1 september 1989 i Winnipeg, är en kanadensisk skådespelare.
Anderson har bland annat medverkat i filmerna Jigsaw och Return to Silent Hill.

## Filmografi (i urval)
- 2017 – Jigsaw
- 2024 – Return to Silent Hill